# Musica psichedelica
La musica psichedelica (a volte chiamata psychedelia o acid music) copre un vasto insieme di generi musicali influenzati dalla cultura psichedelica, il cui scopo è simulare o intensificare le esperienze psichedeliche dovute all'assunzione di specifiche sostanze allucinogene quali l'LSD e l'LSA, o triptammine come la DMT e la psilocibina.
Come di consueto nell'ambito psichedelico, uno dei temi principali dei brani "acid" è la liberazione dell'Io e l'espansione della coscienza.
Emerse durante la metà degli anni 1960 all'interno delle scene musicali folk/blues rock statunitensi e britanniche. I gruppi psichedelici usavano nuovi effetti e tecniche di registrazione, traendo ispirazione dalla musica orientale, come i rāga della musica indiana. Questo stile influenzò molti generi musicali, dando vita a nuovi sottogeneri quali il rock psichedelico (e l'acid rock), il folk psichedelico, il pop psichedelico e il soul psichedelico. Col passare del tempo, procedendo di pari passo con l'espansione stilistica in ambito progressive, dance, heavy metal ed elettronico, da questo ceppo derivarono nuovi generi quali neopsichedelia, acid house, trance, new rave.

## Storia

### Gli anni sessanta e settanta

#### Influenze e applicazioni nella musica rock e jazz
San Francisco dal 1965 divenne la capitale incontrastata della psichedelia influenzata ulteriormente dallo scrittore Ken Kesey, dove nacquero rock band psichedeliche come Jefferson Airplane e Grateful Dead, mentre a Los Angeles nacquero The Doors e The Mothers of Invention. Altre famose band hanno contribuito alla psichedelia come Pink Floyd, The Beatles, The Rolling Stones e The Jimi Hendrix Experience. Da qui in poi sono nati moltissimi sottogeneri e generi musicali caratterizzati dall'acid music tra cui l'acid rock, e, con l'avvento della musica elettronica, l'acid jazz.

### Gli anni ottanta

#### La psichedelia nell'electronic dance music
A partire dagli anni 1980, la musica psichedelica viene affiancata al ballo e all'EDM. Essa si presenta con un suono specifico, ottenuto utilizzando strumenti specifici, principalmente drum machine e sintetizzatori Roland nati negli anni ottanta, come il TB-303 per i suoni di basso e, per le percussioni, il TR-909 e il TR-808. Pur essendo strumenti elettronici moderni, questi apparecchi hanno banchi di memoria di diversi suoni o patch, che necessitano di essere programmati manualmente, impostando apposite manopole di controllo. Il suono "acido" e psichedelico è stato ottenuto, inizialmente, dall'impostazione di questi controlli a parametri estremi, utilizzati in tempo reale mentre si era in fase di registrazione.
Dunque, con il termine acid, nell'ambito della musica elettronica ci si può riferire specificamente ai suoni "acidi" e stralunati (bleeps) del synth Roland TB-303, o a qualsiasi altro sintetizzatore progettato per emulare il suo suono unico, difatti con il prolificare del genere anche altre case produttrici cercarono di adeguarsi nella produzione di synth dal suono analogo, senza mai riuscirvi completamente.

#### Nascita dell'acid house
Verso la metà degli anni 1980, a Chicago nasce l'acid house, un genere che condivide con la psichedelia l'utilizzo della sperimentazione del suono e tendenzialmente anche quello delle droghe; il genere però è a sé stante, evolve in diverse direzioni, fino a creare un sottogenere della musica house. La acid house si sviluppa anche nei sobborghi dell'Inghilterra alla fine degli anni '80 e dà origine ad un movimento giovanile e culturale in controtendenza, ispirato al suono della prima house ma che ne condivide solo alcuni aspetti, ovvero l'utilizzo di synth con i quali ricreare bassline dal sound, per l'appunto, "acido" e macchine analogiche per la realizzazione delle basi ritmiche.

### Gli anni novanta

#### Contaminazioni con altri generi di musica elettronica
Dopo l'avvento dell'acid house, la musica acida si è contaminata anche con altre ritmiche dance-elettroniche; è il caso dell'acid techno, dell'acid trance, della goa trance (da cui deriva la moderna psy-trance) e dell'acid breaks. L'acid music contaminata in questo modo non richiede essenzialmente un suono "facile", essendo concentrata maggiormente sulla struttura, una costante che la rende per questo anche meno commerciale, diversamente dall'acid house che, nonostante la presenza di elementi psichedelici, solitamente è di ascolto più facile e più intuitiva al ballo.
Tuttavia, a metà degli anni 1990, l'acid entra a contatto con generi innovativi come quelli dell'IDM che ne confermano uno stile a sé stante, non più identificativo d'un solo genere, ma sempre più un elemento d'accompagnamento per tanti generi, quindi anche flessibile alla melodia.

### Gli anni duemiladieci
Come un naturale susseguirsi degli eventi, negli anni duemiladieci si sono creati nuovi sottogeneri della musica dance elettronica uniti a quella psichedelica come la Digital Psychedelia, nato principalmente su internet ed è un genere che unisce musica psichedelica, Vaporwave, IDM, Wonky e Ambient a tematiche Cyberdeliche, i principali esponenti di questo sottogenere sono Blank Banshee e Alpha DreamDrift X.